# Cryptillas
Genre
Cryptillas est un genre monotypique de passereaux de la famille des Macrosphenidae. Il compte une seule espèce de cryptilles.

## Répartition
Ce genre se trouve à l'état naturel sur la côte sud de l'Afrique du Sud.

## Liste des espèces
Selon la classification de référence du Congrès ornithologique international (version 8.2, 2018) :
- Cryptillas victorini (Sundevall, 1860) — Bouscarle de Victorin, Cryptille de Victorin, Fauvette de Victorin